# 大羽隆廣
大羽 隆廣（おおば たかひろ）は、日本の漫画家。男性。広島県出身。2023年から『ヤングキング』（少年画報社）にて、『外道の歌』のスピンオフ『近野智夏の腐じょうな日常』を連載している。

## 来歴
「中退」で第57回週刊少年マガジン新人漫画賞にて奨励賞を受賞。1998年、「Friends」で第60回週刊少年マガジン新人漫画賞佳作受賞。同作が『マガジンFRESH』（講談社）に掲載されデビュー。その後、井上正治のアシスタントとして活動しつつ、2004年から『マガジンSPECIAL』（同）や『別冊ヤングマガジン』（同）などで読み切りを掲載。
『週刊少年マガジン』（同）2008年15号より『スタンドバイミー』を連載デビュー。同年に終了。『マガジンSPECIAL』2010年No.12より『ボックス!』の漫画版を連載開始。

## 作品リスト
- 中退 - 第57回週刊少年マガジン新人漫画賞奨励賞[要出典]
- ありがとう - 第58回週刊少年マガジン新人漫画賞選外佳作[要出典]
- Friends（『マガジンFRESH』1998年） - 第60回週刊少年マガジン新人漫画賞佳作[1]
- 少年の詩（『マガジンFRESH』、1999年）
- わさび（『別冊ヤングマガジン』、2004年）
- 夏休み（『別冊ヤングマガジン』、2005年）
- パンタニーニ（『マガジンSPECIAL』、2007年）
- スタンドバイミー（『週刊少年マガジン』2008年15号 - 31号）
- 転校生（原作：七三太朗、『マガジンSPECIAL』2009年No.7 - No.8）
- ハガワの異常な愛情〜虫屋観察記〜（『週刊漫画TIMES』・2009年9月4日号[3]・9月25日号）
- ボックス!（原作：百田尚樹、『マガジンSPECIAL』・2010年No.12 - 2012年No.10）
- 天空侵犯（原作：三浦追儺、『マンガボックス』2014年1号 - 2019年18号）
- サイコの世界（原作：井龍一、『マガジンポケット』2021年9月25日[4] - 2022年6月6日[5]） - 毎週土曜更新[要出典]
- 近野智夏の腐じょうな日常（原作：渡邊ダイスケ、『ヤングキング』2023年7号[2] - ） - 『外道の歌』のスピンオフ[2]

## 関連人物
寺嶋裕二
師匠。
井上正治
師匠。

## 逸話
- 西本英雄曰く「野口五郎似のイケメン」らしい。[要出典]
- 連載デビュー作となった『スタンドバイミー』は連載決定から実際に開始するまで2年ほどかかったと言う。[要出典]